# 深倉站

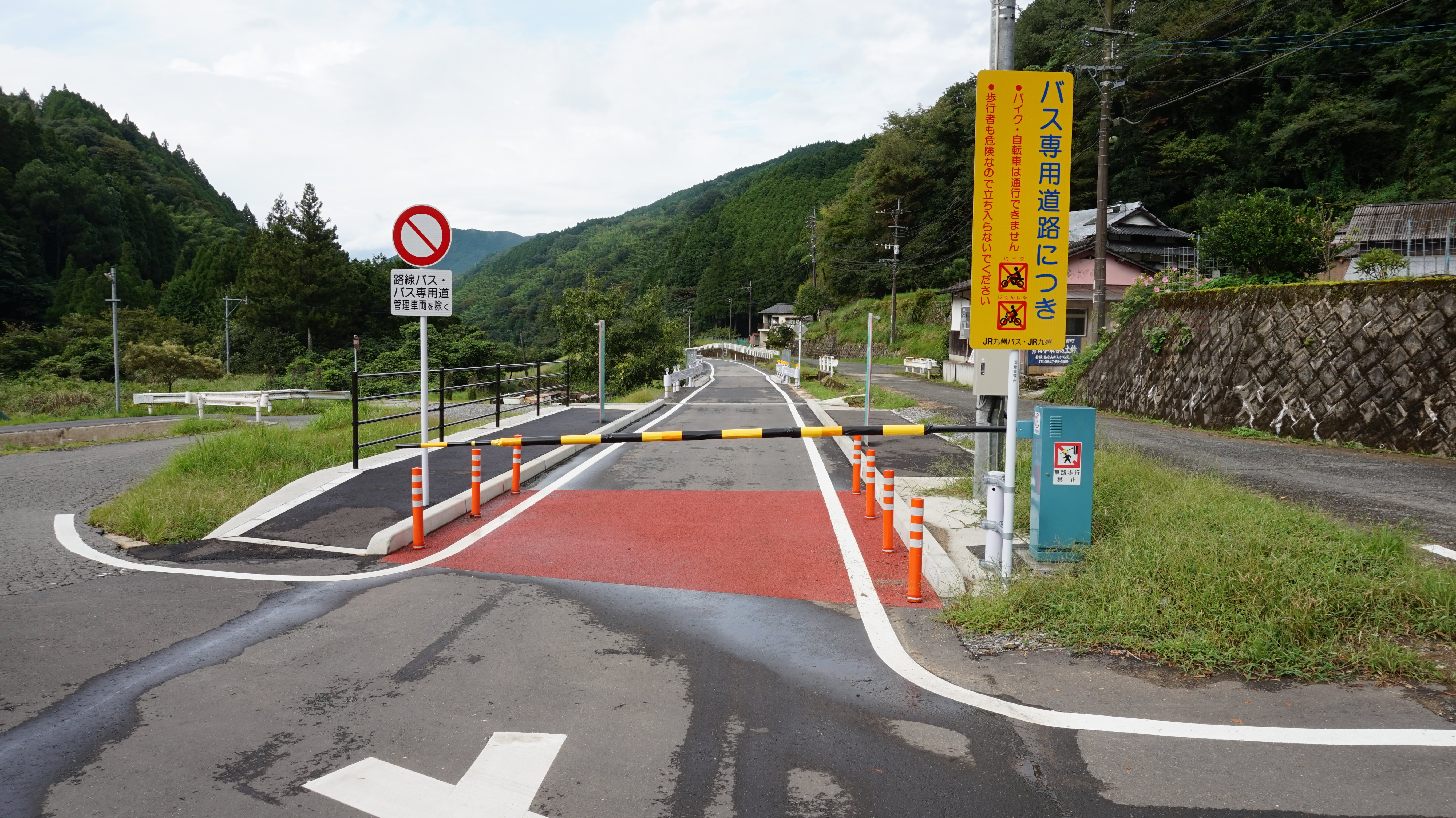
位於深倉站前的巴士專用道遮斷機。（2023年9月）

深倉站（日语：／ Fukakura eki */?）是位於福岡縣田川郡添田町，屬於九州旅客鐵道（JR九州）日田彥山線BRT（BRT彥星線）的車站。車站設於由日田彥山線鐵路線道改建而成的BRT專用線道上，但由於旁邊本身有福岡縣道52號的支路連接，因此仍可到達。
根據JR九州的定義，本站雖為巴士站，但仍然以代表鐵路車站的稱呼。

## 車站構造
採用一般日本簡易巴士的模式，位於與一般道路的十字路口旁，由添田方向駛進時剛好停在欄杆前。候車月台設於線路兩側。為露天設計，只放置了BRT專用站牌，沒有設置候車亭及候車座椅。

### 月台
| 月台         | 路線                        | 上下行   | 方向     | 備註 |
| ------------ | --------------------------- | -------- | -------- | ---- |
| （靠近路面） | ■日田彥山線BRT（BRT彥星線） | 上行     | 添田方向 |      |
| （靠近山坡） | 下行                        | 日田方向 |          |      |

## 歷史
- 2022年6月30日：JR九州公佈日田彥山線BRT的車站設置計劃，本站為其中一個新加設的車站[2][3]。
- 2023年8月28日：車站正式啟用[4][5]。

## 使用狀況
| 年度 | 一日平均 乘車人次 | 參考資料   |
| ---- | ----------------- | ---------- |
| 2023 | 1                 | [ 統計 1 ] |

## 相鄰車站
九州旅客鐵道（JR九州）
■日田彥山線BRT（BRT彥星線）
彥山 — 深倉 — 筑前岩屋

### 統計
1. ↑  駅別乗車人員上位300駅（2023年度） （页面存档备份，存于），JR九州。

## 外部連結
- JR九州深倉（BRT）站 （页面存档备份，存于）（日語）